# 布倫塔峰 (布倫塔山脈)

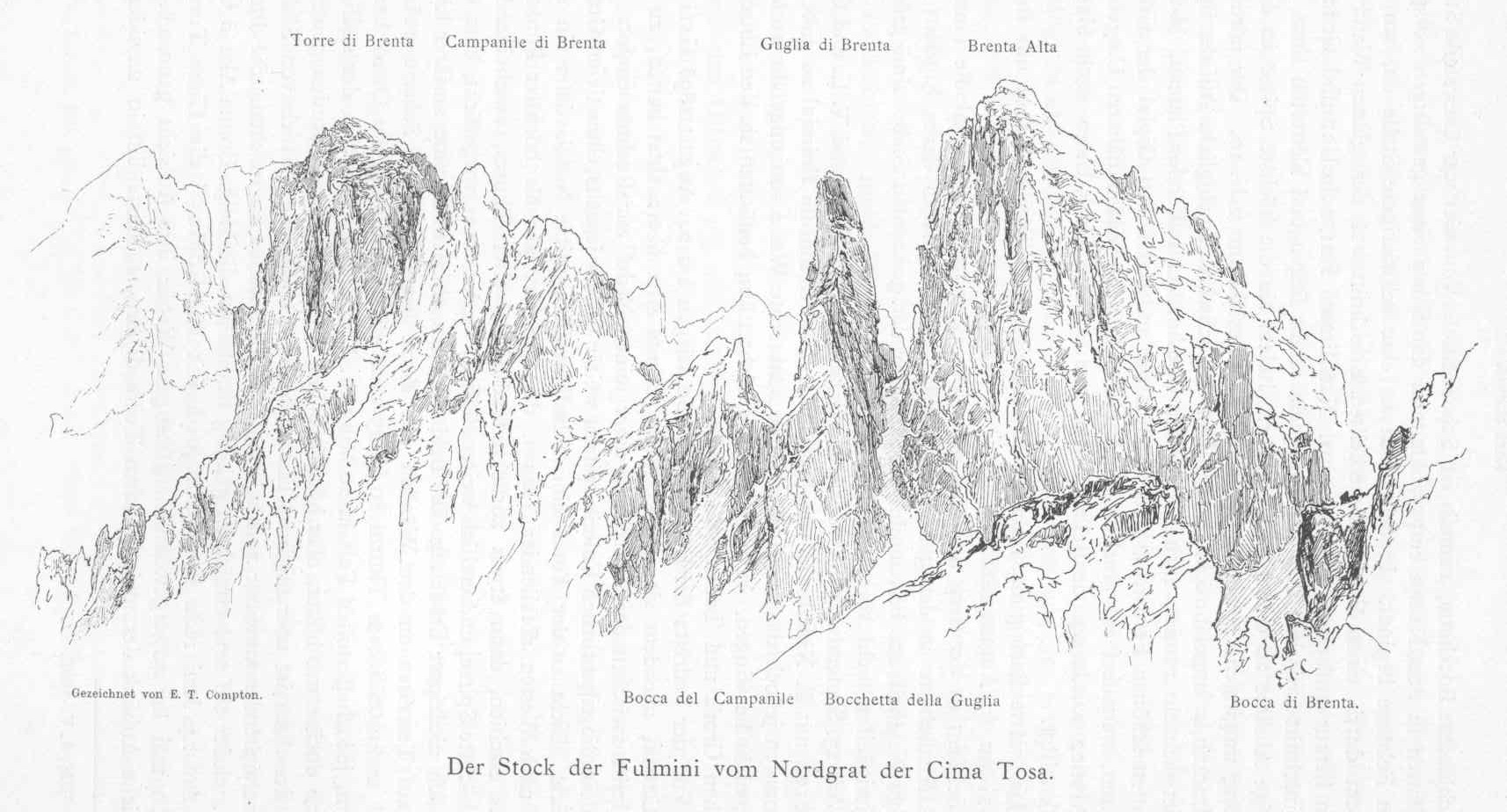

46°10′04″N 10°53′45″E / 46.16778°N 10.89583°E
布倫塔峰（義大利語：Torre di Brenta），是意大利的山峰，位於該國北部，由特倫托自治省負責管轄，屬於布倫塔山脈的一部分，海拔高度3,014米，人類在1882年6月24日首次登頂。